# Regno dei Paesi Bassi
Il Regno dei Paesi Bassi (in olandese Koninkrijk der Nederlanden; in frisone Keninkryk fan de Nederlannen; in papiamento Reino Hulandes) è uno Stato situato tra l'Europa occidentale e l'America centrale con una popolazione di circa 17 milioni di abitanti, membro dell'Unione europea. La capitale è Amsterdam.
Istituito nel 1954, consiste di quattro nazioni costitutive: i Paesi Bassi propriamente detti, Aruba, Curaçao e Sint Maarten. Il Regno dei Paesi Bassi agisce come nazione unitaria in materia di difesa, politica estera e cittadinanza, mentre le nazioni costitutive agiscono come nazioni indipendenti per tutte le altre materie (ad esempio interni, sanità, istruzione e trasporti).
La forma istituzionale è la monarchia, con il sovrano dei Paesi Bassi quale capo di Stato. Lo Statuto del Regno dei Paesi Bassi è del 29 dicembre 1954.
Essendo l'ultimo residuo dell'impero coloniale olandese e avendo la stessa bandiera, la stessa capitale e la stessa sede del governo dei Paesi Bassi, il Regno viene spesso erroneamente confuso con quest'ultimo.

## Storia
Prima dello Statuto del Regno del 1954, il Suriname e Curaçao e le sue dipendenze erano puramente colonie dei Paesi Bassi.
Nel 1954, le relazioni coloniali tra Paesi Bassi, Suriname e la colonia di Curaçao e le sue dipendenze (chiamate in seguito Antille Olandesi), si interruppero. Suriname e le Antille Olandesi ottennero lo status di "Stato", il che garantiva loro autonomia negli affari interni: i Paesi Bassi rinunciarono a una porzione di sovranità sul Regno mantenendo però il controllo in materia di affari esteri, difesa e cittadinanza. Con lo statuto venne istituito un nuovo Regno federale.
Nel 1975 Suriname lasciò il Regno dei Paesi Bassi e divenne una repubblica indipendente.
Nel 1986 Aruba (fino ad allora parte delle Antille) ottenne lo status di nazione, e divenne indipendente dalle Antille, ma restò sempre all'interno del Regno. Da allora, il Regno dei Paesi Bassi consistette di tre parti costituenti (Paesi Bassi, le Antille Olandesi e Aruba) fino al 2010, anno della dissoluzione delle Antille Olandesi.

### Dissoluzione delle Antille Olandesi
Una commissione congiunta ha proposto alcune riforme significative per le Antille Olandesi, che ha portato a siglare un accordo tra il Governo federale e i Governi di ognuna delle isole il 28 novembre 2005, entrato in vigore il 1º luglio 2007.
Secondo queste riforme, Curaçao e Sint Maarten hanno adottato uno status a parte, divenendo due nuovi Stati entro il Regno dei Paesi Bassi. Bonaire, Saba e Sint Eustatius sono diventate parte dello Stato dei Paesi Bassi come openbaar lichaam o municipalità speciali (bijzondere gemeente). Queste municipalità somigliano sotto molti aspetti ad ordinari Comuni olandesi, avendo un Sindaco e un Consiglio Comunale, ed avendo introdotto la maggior parte delle leggi dei Paesi Bassi, mantenendo transitoriamente alcune leggi delle Antille Olandesi. Ci sono, comunque, alcune deroghe per queste isole a causa della loro distanza dai Paesi Bassi continentali, per esempio in termini di circolazione stradale e adozione dell'euro.

## Geografia
Il Regno dei Paesi Bassi ha una superficie di 42 519km2 e confina con Belgio, Germania (entrambe nei Paesi Bassi continentali) e Francia (isola di Saint Martin).
Il Monte Scenery, sull'isola di Saba, con gli 816 m s.l.m. detiene il primato di punto più alto del Regno, mentre la collina Vaalserberg, con i 321 m s.l.m., è il punto più alto dei Paesi Bassi nonché segna il confine sia col Belgio che con la Germania.
Il punto più a nord del Regno è situato nell'isola di Rottumerplaat, il punto più ad est è la località di Bad Nieuweschans, situata nel comune di Oldambt, il punto più a sud è il faro di Willemstoren nell'isola di Bonaire, mentre, il punto più a ovest è presso il villaggio di Divi nell'isola di Aruba.

## Costituzione

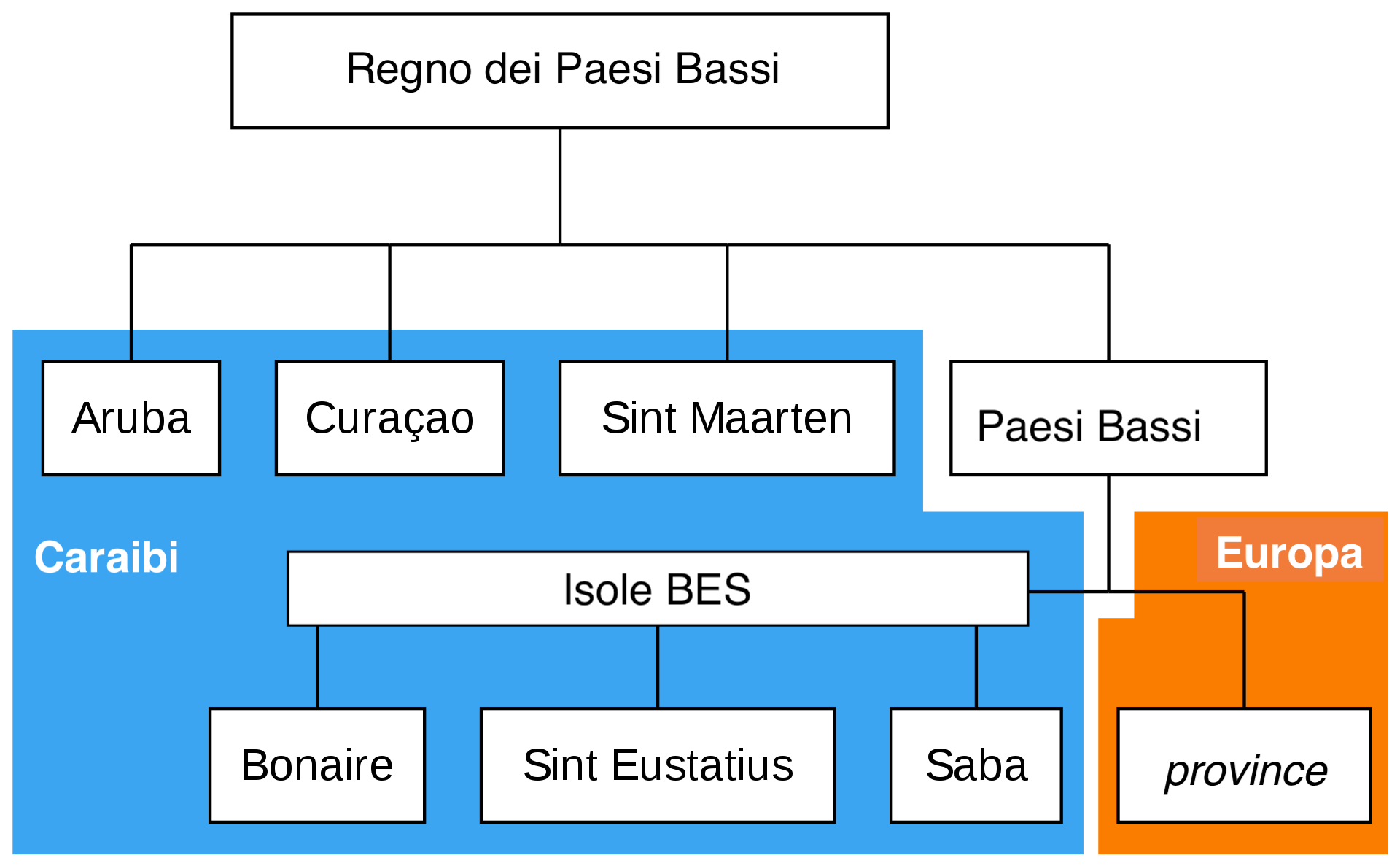
Suddivisioni del Regno dei Paesi Bassi

In seguito alla dissoluzione delle Antille olandesi, avvenuta il 10 ottobre 2010, il Regno dei Paesi Bassi è composto da quattro stati costituenti (Paesi Bassi, Aruba, Curaçao, e Sint Maarten) distribuiti su due continenti: i Paesi Bassi continentali in Europa e i Caraibi olandesi in America. La regione caraibica del Regno è, nella sua totalità, nota come Caraibi olandesi.
Il Governo del Regno consiste del governo dei Paesi Bassi e di un ministro per ciascuno Stato caraibico (Aruba, Curaçao e Sint Maarten); le municipalità speciali sono rappresentate nel governo dei Paesi Bassi facendo parte integrante di questi e potendo votare per il parlamento de L'Aia.
Per Bonaire, Saba e Sint Eustatius, i Paesi Bassi hanno proposto di condurre uno studio per la concessione dello status di "regioni ultraperiferiche" dell'Unione europea.

### Stati
- I Paesi Bassi sono uno Stato unitario decentralizzato, amministrato insieme dal Monarca e dal Consiglio dei ministri. Il popolo è rappresentato dagli Stati generali dei Paesi Bassi (Staten-generaal), che consiste in una camera dei rappresentanti e una camera dei senatori. I Paesi Bassi sono divisi in 12 province: Drenthe, Flevoland, Frisia, Gheldria, Groninga, Limburgo, Brabante Settentrionale, Olanda Settentrionale, Overijssel, Utrecht, Zelanda e Olanda Meridionale. Le province sono divise in comuni. Fanno parte dei Paesi Bassi anche le municipalità speciali di Bonaire, Saba e Sint Eustatius (Paesi Bassi caraibici).
- Aruba è uno Stato unitario centralizzato amministrato dal Monarca (rappresentato dal governatore) e dal Consiglio dei ministri di Aruba. La popolazione è rappresentata dallo Staten di Aruba.
- Curaçao è uno Stato unitario centralizzato amministrato dal Monarca (rappresentato dal governatore) e dal Consiglio dei ministri di Curaçao.
- Sint Maarten è uno Stato unitario centralizzato amministrato dal Monarca (rappresentato dal governatore) e dal Consiglio dei ministri di Sint Maarten.

## Governo
Lo Statuto del Regno dei Paesi Bassi decreta cosa va considerato interesse del regno, e costituisce organi che dirimono queste faccende.

### Interessi del Regno
Gli interessi del regno includono:
- Difesa
- Affari Esteri
- Cittadinanza: nazionalità olandese comune. Qualche volta avvengono discussioni sul cambio della legge, ad esempio perché i cittadini caraibici che stanno nella parte europea possano essere limitati, o spediti indietro, per esempio se sono criminali. I Caraibi olandesi hanno da sempre restrizioni del genere per i cittadini europei-olandesi.[9]

### Amministrazione
Il sovrano e il Consiglio dei Ministri del Regno (olandese: Ministerraad van het Koninkrijk oppure Rijksministerraad) insieme formano l'amministrazione del regno. Il Consiglio dei ministri del Regno è costituito dal Consiglio dei ministri dei Paesi Bassi (Ministerraad) e dai ministri plenipotenziari di Aruba, Curaçao e Sint Maarten, ed è presieduto dal Primo ministro dei Paesi Bassi.
Le leggi applicabili all'intero Regno sono dette Leggi del Regno (olandese: Rijkswetten). Un esempio di legge del genere è la Legge del Regno sulla cittadinanza del Regno dei Paesi Bassi (olandese: Rijkswet op het Nederlanderschap).
Il sovrano è il capo di Stato del regno e poiché risiede nei Paesi Bassi, è rappresentato da un governatore per ciascuna delle nazioni costitutive di Aruba, Curaçao e Sint Maarten e da un vice-governatore in ciascuna delle municipalità speciali di Bonaire, Sint Eustatius, e Saba.

## L'Unione europea
Il Regno dei Paesi Bassi è membro fondatore dell'Unione europea. I trattati dell'Unione europea sono firmati dal Regno dei Paesi Bassi, ma sono ratificati solo per la parte europea del Regno.
Le parti caraibiche del Regno (ovvero le tre nazioni costitutive di Aruba, Curaçao e Sint Maarten e le tre municipalità speciali di Bonaire, Sint Eustatius e Saba) hanno lo status di "paesi e territori d'oltremare" dell'Unione (in olandese landen en gebiedsdelen overzee, LGO's).
Poiché la cittadinanza olandese è decretata dal Regno, e non distinta fra le quattro nazioni costitutive, i cittadini di tutti e quattro i paesi sono anche cittadini dell'UE e possono, per esempio, votare alle elezioni per il Parlamento europeo: nel 2006 la Corte di giustizia dell'Unione europea ha condannato il Regno dei Paesi Bassi che non accordava tale diritto di voto agli abitanti di Aruba.

## Popolazione, estensione e moneta
| Territorio                         | Moneta                         | Popolazione (1 Gen 2010)* | Percentuale della popolazione del Regno | Superficie (km²) | Percentuale della superficie del regno | Densità (ab. per km²) |
| ---------------------------------- | ------------------------------ | ------------------------- | --------------------------------------- | ---------------- | -------------------------------------- | --------------------- |
| Aruba                              | Fiorino arubano                | 107.138                   | 0,63%                                   | 193              | 0,45%                                  | 538                   |
| Curaçao                            | Fiorino delle Antille Olandesi | 142.180                   | 0,84%                                   | 444              | 1,04%                                  | 309                   |
| Paesi Bassi*                       |                                | 16.593.001                | 98,30%                                  | 41.848           | 98,42%                                 | 394                   |
| — Paesi Bassi (territorio europeo) | Euro                           | 16.574.989                | 98,19%                                  | 41.526           | 97,66%                                 | 394                   |
| — Bonaire                          | Dollaro statunitense           | 13.389                    | 0,08%                                   | 288              | 0,68%                                  | 40                    |
| — Saba                             | Dollaro statunitense           | 1.737                     | 0,01%                                   | 13               | 0,03%                                  | 115                   |
| — Sint Eustatius                   | Dollaro statunitense           | 2.886                     | 0,02%                                   | 21               | 0,05%                                  | 129                   |
| Sint Maarten                       | Fiorino delle Antille Olandesi | 37.429                    | 0,22%                                   | 34               | 0,08%                                  | 1.146                 |
| Regno dei Paesi Bassi              |                                | 16.879.748                | 100,00%                                 | 42.519           | 100,00%                                | 392                   |

* Il territorio dei Paesi Bassi non comprendeva Bonaire, Saba e Sint Eustatius fino al 10 ottobre 2010.